# Saubsdorfer Marmor

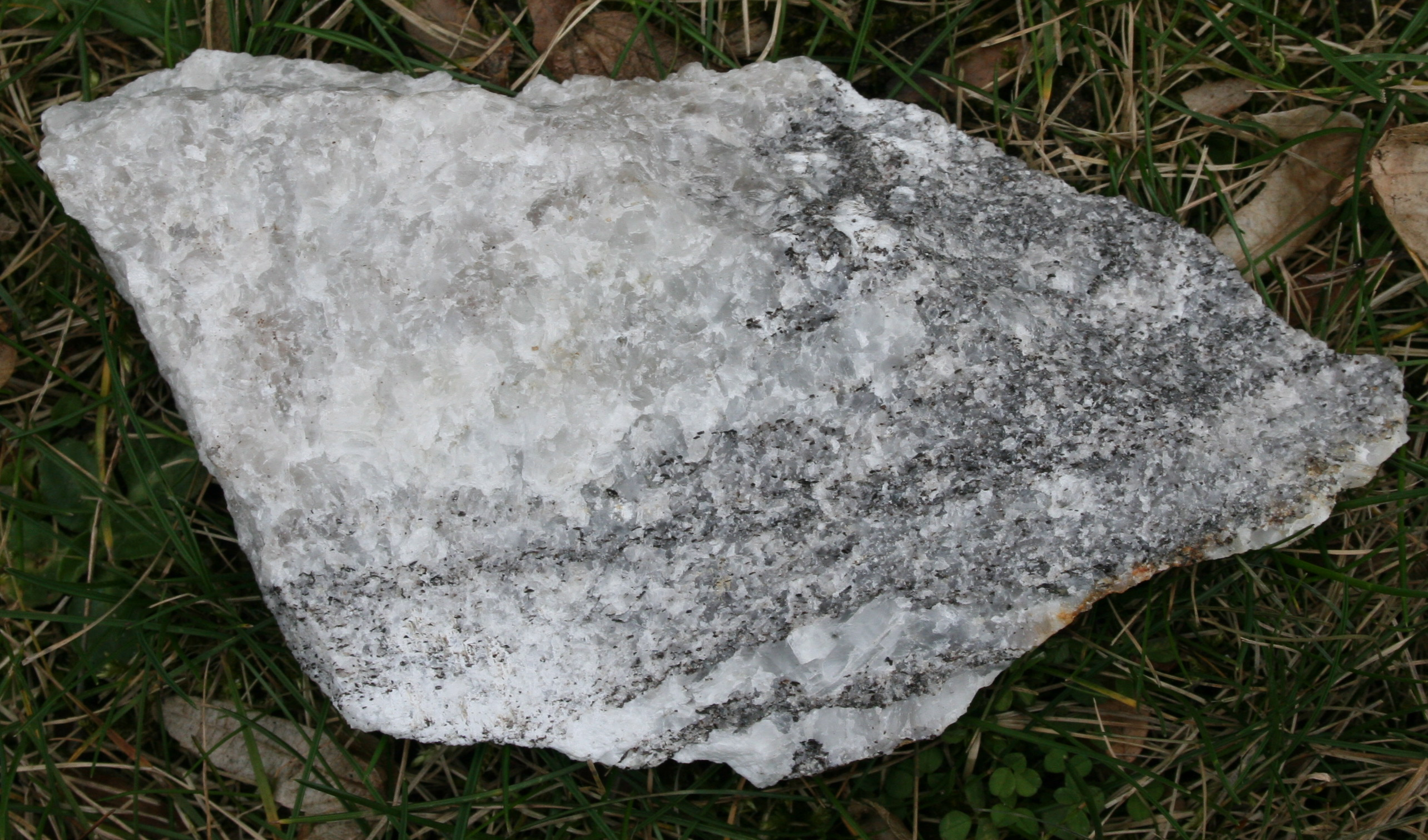
Saubsdorfer-Marmor, Handstück ca. 15 cm lang

Der Saubsdorfer Marmor (tschechisch: Supíkovický mramor) wird in Supíkovice in Tschechien gefunden. Es ist ein metamorphes Gestein (Umwandlungsgestein). Die ersten Steinbrüche wurden um Saubsdorf gegen 1560 angelegt, um in Kalköfen Kalk zu brennen.
Unter Supíkovice (Saubsdorf) zieht sich eine 2 km lange Marmorader vom Spitzstein bis zum Ende des Dorfes hindurch. Dieser Marmor ist meist weiß bis weißblau, seltener gelblich, grau, bräunlich, rötlich und grünlich, teils unifarben, teils schön geadert, gestreift, gefleckt oder gewolkt. War dieser Marmor bräunlich gestreift, wurde er „Fantastico“, war er grünlich gestreift, wurde er „Wilder Marmor“ (ein Silikatmarmor) und war er hell- bis rotbraun durch Phlogopit und Hämatit gefärbt, wurde er „Passioflora“ genannt. Marmore, die grün durch Serpentin eingefärbt sind, zählen zu den Ophicalciten. Diese überaus seltene Marmorsorte wurde auch „Altvatergrün“ genannt. Die grauen Tönungen stammen von Graphit. Es kam demzufolge in einem kleinen Marmorvorkommen zu einer großen Marmorsortenvielfalt.
Dieser fein- bis grobkörnige Marmor besteht nahezu aus 99 Prozent Calciumcarbonat. In geringen Mengen finden sich weitere Minerale im Saubsdorfer Marmor: Magnetit, Muskovit, Pyrit, Titanit, Arsenkies, Diallag.
 In stratigraphischer Hinsicht liegt der Marmor in der Vrbenská-Gruppe vom Moravo-Silesikum.

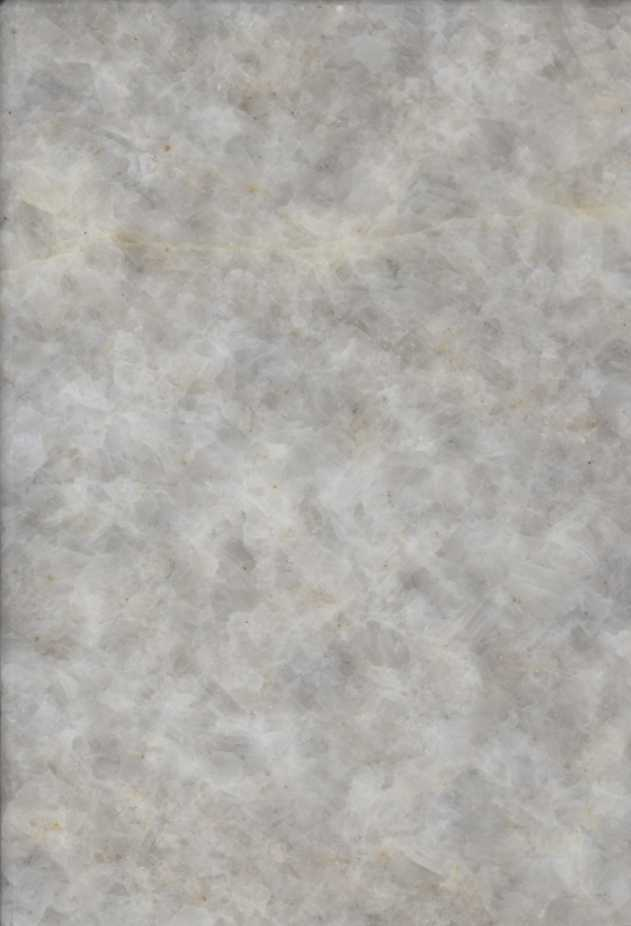
Saubsdorfer Marmor
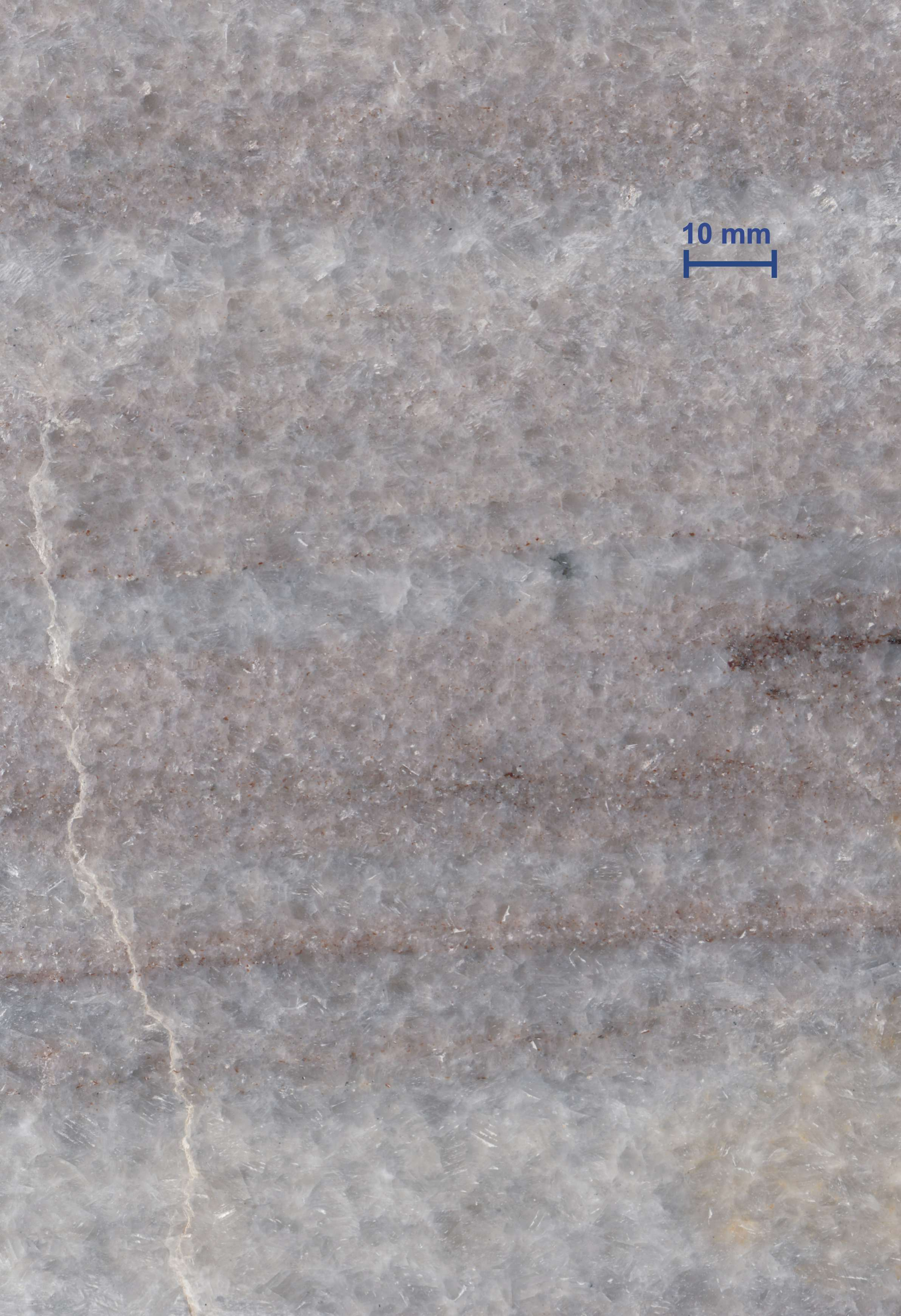
Saubsdorfer Marmor

Verwendet wurde der Marmor für Tür- und Fenstergewände, Prellsteine, Stallkrippen, Grabmäler und Steinbildhauerarbeiten. Heute ist in Ortsnähe ein Steinbruch im Betrieb. Das dort abgebaute Material wird für Grabmale, Restaurierungszwecke, Treppenstufen und Möbelteile eingesetzt.